# Bruce McCandless
Bruce McCandless, född 8 juni 1937 i Boston, Massachusetts, död 21 december 2017 i Kalifornien, var en amerikansk astronaut uttagen i astronautgrupp 5 den 4 april 1966.
Han var tillsammans med Story Musgrave och Russell L. Schweickart backup för besättningen på Skylab 2. Den 7 februari 1984 blev McCandless den första mänskliga satelliten då han provflög Manned Maneuvering Unit (MMU), han tog sig ungefär 100 meter bort från rymdfärjan utan att vara säkrad med lina vid färjan.

## Rymdfärder
- STS-41-B
- STS-31